# Луїз Ердріч
Карен Луїз Ердріч (англ. Karen Louise Erdrich; нар. 7 червня 1954) — американська письменниця, автор романів, поезії та дитячих книг за індіанськими мотивами. Вона є представником індіанського племені Мікінаквадшівінінівак з групи Анішінаабе (також відома як Оджибве або Чиппева).
Ердріч є однією з найвідоміших письменниць другої хвилі індіанського відродження. У 2009 році її роман «Чума голубів» був фіналістом Пулітцерівської премії з фантастики а також отримав «Книжкову премію Анісфілд-Вулф». У листопаді 2012 року отримала Національну премію з фантастики за свій роман «Круглий дім». У вересні 2015 року нагороджена Премією Бібліотеки Конгресу за американську художню літературу на Національному книжковому фестивалі..

## Життєпис
Луїза Ердріч була старшою з семи дітей Ральфа та Ріти Ердріч. Народилася в місті Літл Фолс, штат Міннесота. Її батько був німецько-американського походження, а мама була наполовину француженкою наполовину індіанкою. Ердріч виросла у Вагпетоні, штат Північна Дакота, де її батьки працювали учителями.
У 1972—1976 роках навчалася у Дартмутському коледжі, де вона отримала ступінь бакалавра і зустріла свого майбутнього чоловіка, етнографа і письменника Майкла Дорріса, який в той час працював в університеті завідувачем кафедри індіанських досліджень. Після навчання Ердріч працювала інструктором з плавання, офіціанткою, викладачем поезії у в'язниці та працівником у дорожній службі. Вона також працювала редактором газети «The Circle», яка спонсорувалась індійською громадою Бостона. У 1979 році отримала ступінь магістра з літератури в Університеті Джона Хопкінса.
Вона є власником невеликого книжкового магазину Birchbark Books в Міннеаполісі, який спеціалізується на індіанській літературі.

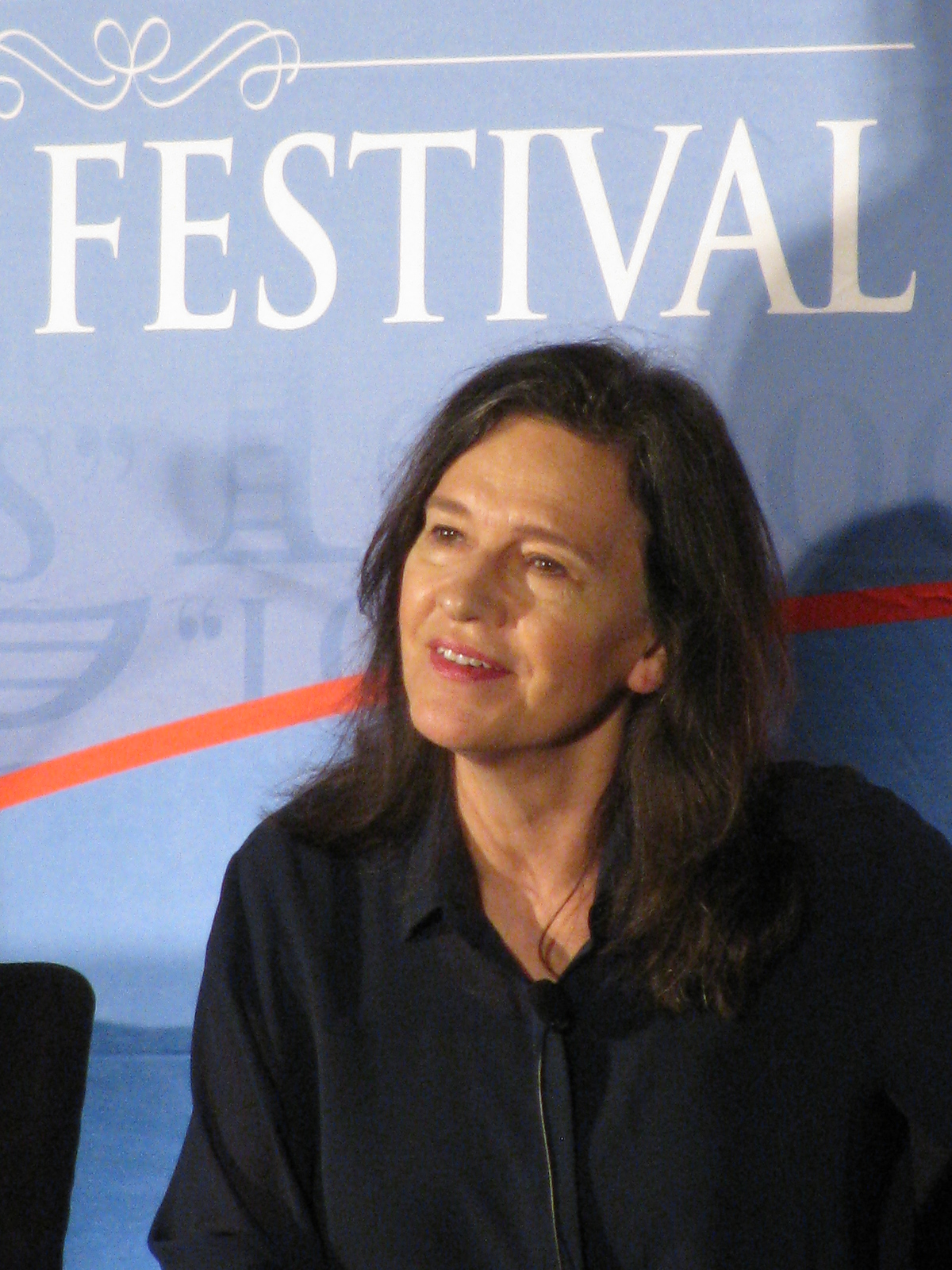
Луїз Ердріч на під час нагородження Премією Бібліотеки Конгресу за американську художню літературу. 2015 рік

## Премія
- 1983 Премія Пушкарта за поезію
- 1984 Премія Національного кола книжкових критиків за Любовна медицина
- 1985 Грант Ґуґґенгайма[22]
- 1987 Премія О. Генрі за оповідання «Fleur» (опубліковане у журналі Esquire, серпень 1986)[23]
- 1999 Всесвітня премія фентезі за роман «Дружина-антилопа» (The Antelope Wife)[24]
- 2000 Нагорода за пожиттєве досягнення від Native Writers' Circle of the Americas[25]
- 2006 Премія Скотта О'Дела з історичної художньої літератури за дитячу книжку «The Game of Silence»[26]
- 2009 Kenyon Review Award за літературні досягнення[27][28]
- 2009 Книжкова премія Анісфільд-Вулф за роман Plague of Doves][29]
- 2012 Національна книжкова премія з фантастики за роман «Круглий дім»[30][31]
- 2013 Rough Rider Award
- 2014 Літературна премія миру Дайтона[32]
- 2014 PEN/Saul Bellow Award for Achievement in American Fiction[33]
- 2015 Премія Бібліотеки Конгресу за американську художню літературу[34]
- 2016 Премія Національного кола книжкових критиків за роман LaRose
- 2021 Пулітцерівська премія в категорії «За художню книгу» за «Нічний сторож» (The Night Watchman)[35].

## Твори

### Романи

#### Birchbark House series
1. The Birchbark House (1999)
2. The Game of Silence (2005)
3. The Porcupine Year (2008)
4. Chickadee (2012)
5. Makoons (2016)

#### Love Medicine Series
1. Love Medicine (1984)
2. Tracks (1988)
3. The Bingo Palace (1994)
4. Tales of Burning Love (1997)
5. * The Last Report on the Miracles at Little No Horse (2001)
6. * Four Souls (2004)
7. The Painted Drum (2005)

#### Автономні романи
- The Beet Queen (1986)
- The Crown of Columbus [coauthored with Michael Dorris] (1991)
- The Antelope Wife (1998)
- The Master Butchers Singing Club[en] (2003)
- The Plague of Doves (Harper, 2008)
- Shadow Tag (Harper, 2010)
- The Round House (2012)
- LaRose (2016)

### Історичні збірки
- The Red Convertible: Collected and New Stories 1978—2008 (2009)

### Дитяча література
- Grandmother's Pigeon (1996)
- The Birchbark House (1999)
- The Range Eternal (2002)
- The Game of Silence (2005)
- The Porcupine Year (2008)
- Chickadee (2012)
- Makoons (2016)

### Поезія
- Jacklight (1984)
- Baptism of Desire (1989)
- Original Fire: Selected and New Poems (2003)

### Художня література
- Route Two [coauthored with Michael Dorris] (1990)
- The Blue Jay's Dance: A Birthyear (1995)
- Books and Islands in Ojibwe Country (2003)

### Як редактор
- The Broken Cord by Michael Dorris (Foreword) (1989)
- The Best American Short Stories, 1993 (разом з Кетрін Кенісон) (1993)

### Інтерв'ю
- Conversations with Louise Erdrich and Michael Dorris, ed. Allan Chavkin and Nancy Feyl Chavkin (Mississippi UP, 1994)
- Louise Erdrich, The Art of Fiction No. 208 [Архівовано 2 листопада 2014 у Wayback Machine.] Interview with Louise Erdrich by Lisa Halliday in The Paris Review

### Есе
- Two Languages in Mind, But Just One in the Heart (2000)

## Громадська діяльність
У 2018 р. підписала звернення Американського ПЕН-центру на захист українського режисера Олега Сенцова, політв'язня у Росії.